# 小笠原長雅
小笠原 長雅（おがさわら ながまさ）は、小笠原氏第33代当主。元伯爵の小笠原氏第32代当主小笠原忠統の長男。小笠原氏の嫡流で、旧小倉藩主の子孫。
父忠統の死後、小笠原家茶道古流家元を継承した。
　